# Zoodochos Pigi

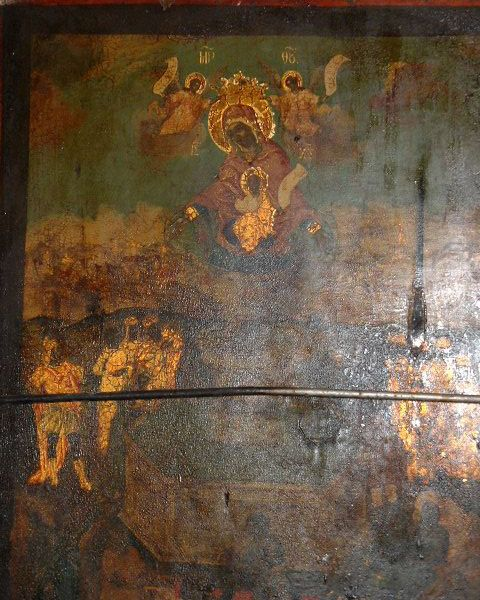
Maria der lebenspendenden Quelle in der Kirche der Präsentation der Gottesgebärerin im Kloster Kičevo in Nordmazedonien, 14. Jahrhundert

Zoodochos Pigi (auch Zoodochos Pege, griechisch Ζωοδόχος Πηγή, lateinisch Fons vitae), die „lebenspendende Quelle“, ist in der byzantinischen Ikonografie ein bestimmter Typus eines Marienbildes.

## Ikonografische Geschichte

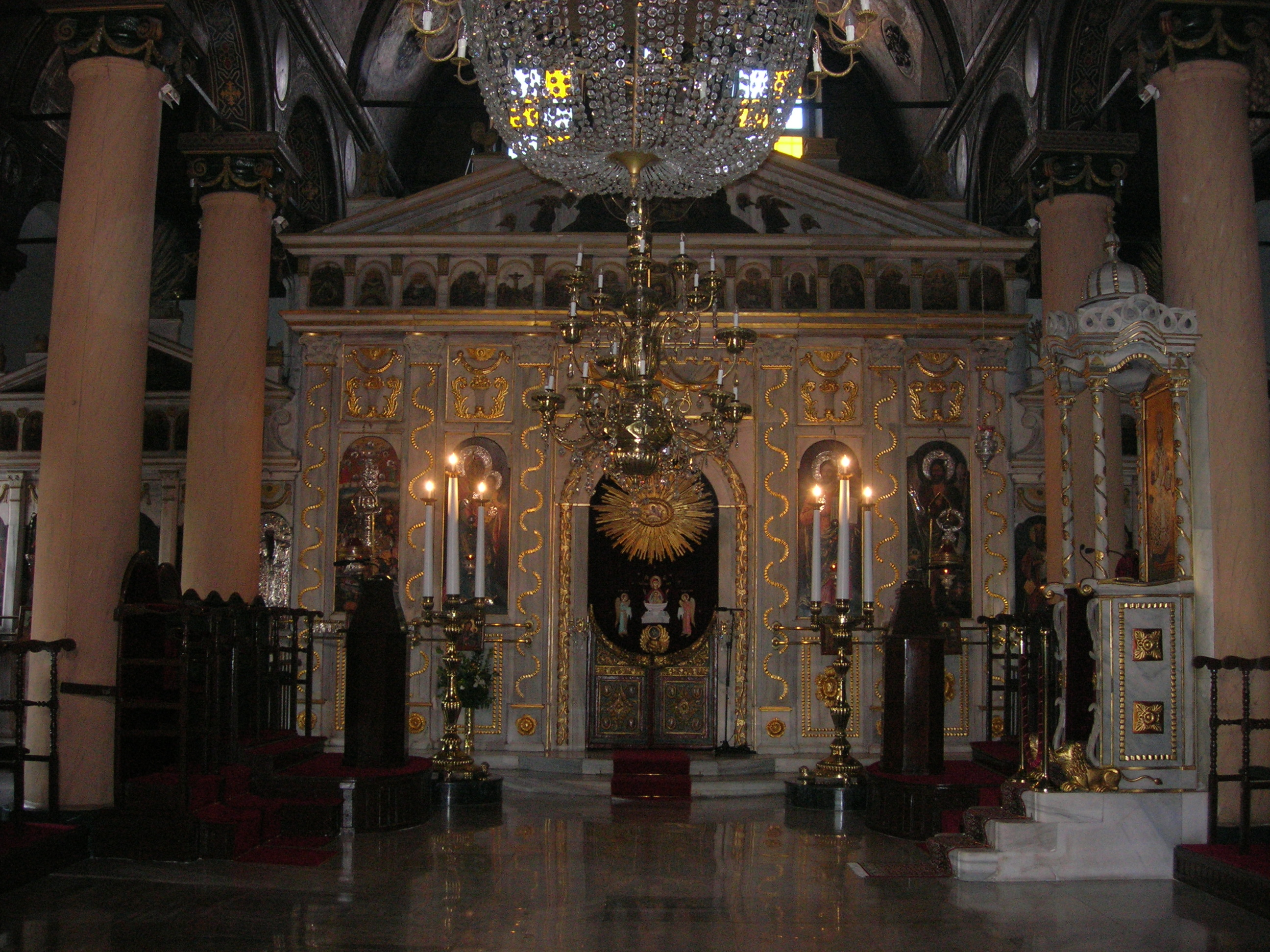
Innenraum der Kirche der Muttergottes von der Lebenspendenden Quelle in Istanbul

Von der Leben spendenden und heilenden Kraft einer Quelle handeln viele Stellen im Alten und Neuen Testament. In diesem Fall verbindet sich der Name mit einem kleinen Marienheiligtum, das sich vor den Mauern von Konstantinopel, etwa 200 Meter vor dem Silivri-Tor – einst Quellentor genannt –, befand und bis zum heutigen Tag als Kirche der Muttergottes von der lebenspendenden Quelle im Stadtviertel Balıklı (türkisch: Fisch) im heutigen Istanbul besteht. Es gibt zwei Überlieferungen über den Ursprung des Heiligtums.
450 soll der damalige Soldat und spätere byzantinische Kaiser Leo I. (457–474) einen Blinden getroffen haben, der vom Weg abgekommen war und um etwas Wasser bat. Leo wollte ihm helfen, fand aber kein Wasser, bis eine geheimnisvolle Stimme ihm eine versteckte Quelle wies. Als der Blinde seinen Durst gelöscht hatte und Leo ihm die Augen wusch, erhielt er durch ein Wunder seine Sehkraft zurück. Als Leo Kaiser wurde, ließ er an jenem Ort eine Kirche zu Ehren der Mutter Gottes mit dem Titel „lebendige“ oder „belebende Quelle“ bauen.
Nach dem Kirchenhistoriker Nikephoros Kallistu Xanthopulos († um 1335) waren es der byzantinische Kaiser Flavius Marcianus (450–457) und seine Frau Aelia Pulcheria, die an jenem Ort eine erste Kirche zu Ehren der Jungfrau Maria errichten ließen.
Der Kaiser Justinian I. (527–565) ließ die Kirche um 560 zu einer Basilika mit Kloster ausbauen. Seitdem wuchs die Berühmtheit des Heiligtums von Jahr zu Jahr, bis es der Wallfahrtsort der Kaiser wurde. Bis zum heutigen Tag soll es dort zu Wundern und ständigen Heilungen kommen. Nikephoros listet 60 Wunder auf, von denen 15 während seiner Lebenszeit geschahen. Die Kirche wurde zwischen dem 7. und 10. Jahrhundert während der Belagerungen von Konstantinopel, die die Umgebung der Hauptstadt verwüsteten, zerstört und später wieder aufgebaut.

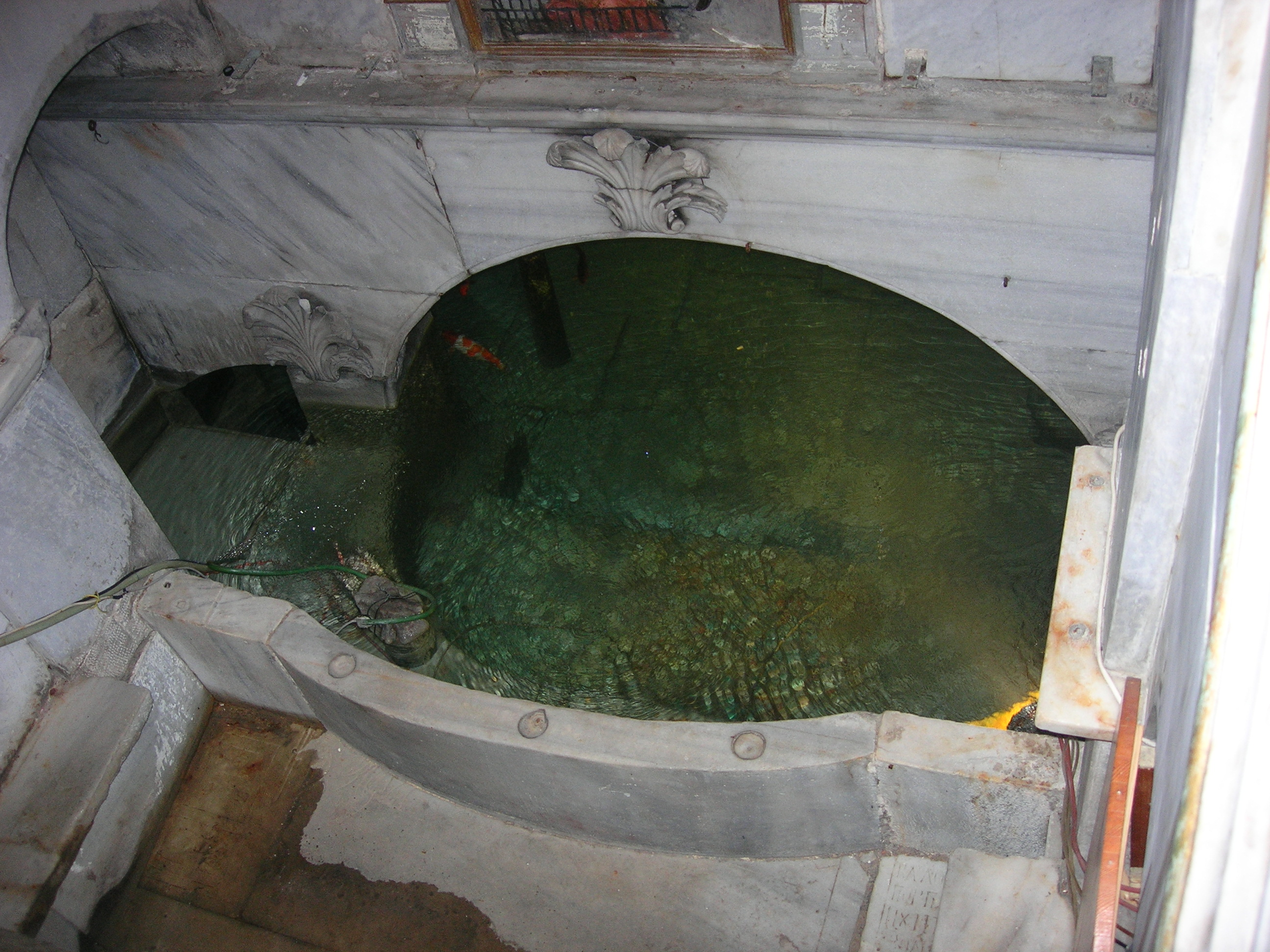
Die Heilige Quelle (hagiasma) der Kirche der Muttergottes von der Lebenspendenden Quelle in Istanbul mit Fisch

Da Nikephoros im 14. Jahrhundert lebte, spiegelt seine Beschreibung des Heiligtums den Zustand in jener Zeit wider. Wichtig für die Ikonografie ist die Form der Quelle selbst: In der Mitte der Kirche befand sich an der Stelle der Quelle ein Hohlraum, ein marmornes Bassin mit einer Wanne, aus der die Quelle entsprang. Oberhalb der Quelle, die von vier Bögen umgeben war, erhob sich eine mit einem Mosaik verzierte Kuppel, die die Mutter Gottes in Orantenpose und ihren Sohn Jesus im Schoß darstellte. Wenn der Fluss des Wassers unterbrochen wurde, wurde das Mosaikbild in der Marmorwanne reflektiert. Das Heiligtum war ein Wallfahrtsort für Volk und Hof. Anlässlich des Christi Himmelfahrtsfestes gingen der Kaiser und seine Würdenträger mit dem Klerus in Prozession.
Im 14. Jahrhundert war das Heiligtum eines der bedeutendsten Heiligtümer des ganzen Ostens geworden. Auch die russischen Pilger des 14. und 15. Jahrhunderts erzählten, dass sie an die „Pighi“ gingen, um die Jungfrau zu verehren, heiliges Wasser zu trinken und sich zu waschen.
Bis zum 15. Jahrhundert wurde das Fest der lebenspendenden Quelle am 8. Januar und am 9. Juli gefeiert; danach wurde es auf den Freitag nach Ostern verschoben. Die von Nikephoros geschriebenen liturgischen Texte wurden von der Hingabe und Begeisterung der Gläubigen inspiriert, die sich um die Quelle versammelten. Sie loben die Mutter Gottes als Quelle des Lebens, weil sie von Gott das Leben empfängt, Christus, und es den Seelen gibt.
Der Mönch Dionysios von Phourna (um 1670 – nach 1744) beschreibt in seinem Handbuch der Malerei vom Berge Athos im Kapitel 441 „Wie man den Weihbrunnen malt“ die lebenspendenden Quelle von Balıklı:

„Die Kuppel und Pendentive sind in Fresken gemalt. An der Kuppel sind zwei Abschnitte für die Malerei, wovon ein jeder zwölf Darstellungen enthält. Geht man von Westen nach Osten, von der Linken zur Rechten, so findet man Folgendes. Zuerst die Jungfrau mit Jesuskind. Sie beherrscht einen Brunnen, ein Becken, aus welchem verschiedene Quellen entspringen und aus welchem die Christen von verschiedenem Geschlecht, Alter und Stand ohne Unterlaß schöpfen. Die heilige Jungfrau wird Ζωοδόχος Πηγή, die lebenbringende Quelle genannt.“

Als die muslimischen Osmanen nach einer langen Belagerung am 29. Mai 1453 die byzantinische Hauptstadt Konstantinopel eroberten, soll sich hier ein Wunder ereignet haben. Der Legende nach war ein Mönch des Klosters gerade damit beschäftigt, sieben Fische zu braten. Als ein Mitbruder hereinstürzte und die Schreckenskunde brachte, dass Mehmet II. in die Stadt eingedrungen sei, waren diese eben auf einer Seite fertig gebraten. Sie sprangen aus der Pfanne und schwammen in der Quelle von Balıklı. Seit dieser Zelt sollen die Nachfolger dieser Fische in der Quelle schwimmen.
Bei der Eroberung von Konstantinopel wurden Kirchen und Kloster geplündert. Die Kirchen, die nicht abgerissen wurden, wurden in Moscheen umgewandelt. Bald gab Sultan Mehmed II. den Auftrag, auch das Heiligtum zu zerstören, um das Material für den Bau einer Moschee zu verwenden. Die wenigen übriggebliebenen Christen erhielten aber die Erlaubnis, am Ort der Quelle eine kleine Kirche zu bauen, die 1821 abermals zerstört wurde. Später wurde die Kirche mit Erlaubnis des Sultans Mahmud II. (1808–1839) wieder aufgebaut. Am 30. Dezember 1834 wurde der Wiederaufbau der Wallfahrtskirche beendet und der Patriarch Konstantius II. präsidierte in Anwesenheit von zwölf Erzbischöfen und einer großen Menge von Priestern und Laien der Zeremonie der Einweihung.
Das Heiligtum wird auch heute noch von vielen Gläubigen und Kranken besucht, so dass das Stadtviertel Balıklı auch „Lourdes der Byzantiner“ genannt wird. Die Kranken, die an die Quelle kommen, werden in eine Art Schwimmbecken getaucht, dann wird dreimal das Wunderwasser auf die schmerzhaften Glieder gegossen. Danach wird der Kranke in ein vom Wunderwasser getränkten Tuch gewickelt, das am Körper trocknet, während er vom Heilwasser trinkt.

## Ikonografie

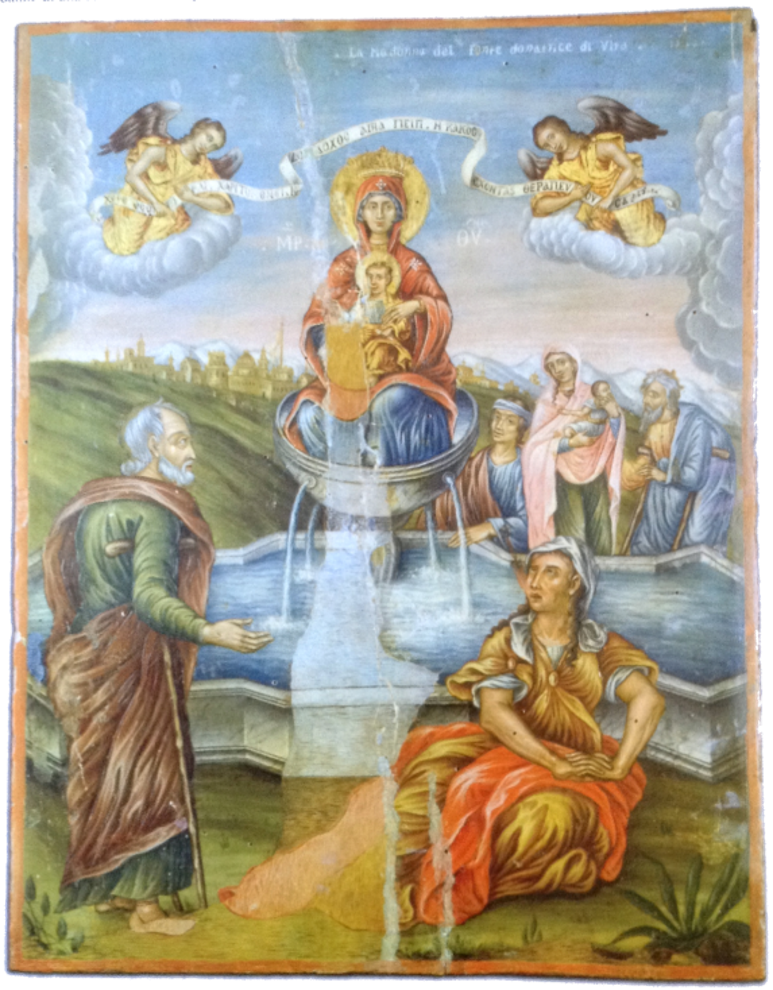
Ikone der Gottesmutter der lebenspendenden Quelle in der Chiesa Santa Maria Assunta in Villa Badessa, 1769

Der Ikonentypus der Gottesmutter von der lebenspendenden Quelle hatte seine ersten Ausdrucksformen in den traditionellen ikonografischen Typen der Brephocratousa (griechisch: βρεφοκρατοῡσα), die die das Kind trägt, wie Hodegetria, Eleusa, Maria Orans usw., bis sich im 14. Jahrhundert die für das Kloster geschaffene Version erschien. Maria wird sitzend, zum Teil in Orantenpose halb- oder ganzfigurig in einer Brunnenschale ähnlich einem Taufbecken dargestellt, während das Jesuskind mit Segnungsgestus vor seiner Mutter an ihre Brust angelehnt sitzt. Die liturgischen Inschriften erinnern immer an die Zoodochos Pigi, die lebenspendende Quelle.
Dionysios von Phourna beschreibt in seinem Handbuch der Malerei vom Berge Athos im Kapitel 397 „Die lebenbringende Quelle“ die Darstellung folgendermaßen:
„… Ein Brunnen ganz von Gold, und die Gottesgebörerin ist in der Mitte nach oben ausgestreckten Händen und Christus ist vor ihr, segnet nach der einen und anderen Seite, hat auf der Brust das Evangelium und sagt: ‚ich bin das lebendige Wasser‘, und zwei Engel sind da, welche mit der einen Hand eine Krone über ihr Haupt halten, und mit der andern Bandstreifen; der eine sagt: ‚sei gegrüßt du reine lebenbringende Quelle‘; und der andere: ‚sei gegrüßt du reine lebenbringende Quelle‘. Unter dem Brunnen ist ein Behälter mit Wasser, und mittelmäßigen Fischen. Und von der einen und anderen Seite derselben sind Patriarchen und Könige, Königinnen, Fürsten, Fürstinnen; sie waschen sich und trinken Wasser mit Gefäßen und Bechern. Und viele Andere, welche krank und an Händen und Füßen gelähmt sind, machen es ebenso; ein Priester mit dem Kreuze segnet sie; und vor ihnen wird ein Besessener gehalten. Und der Schiffs-Hauptmann gießt das Wasser über den von den Todten erweckten Thessalier. …“

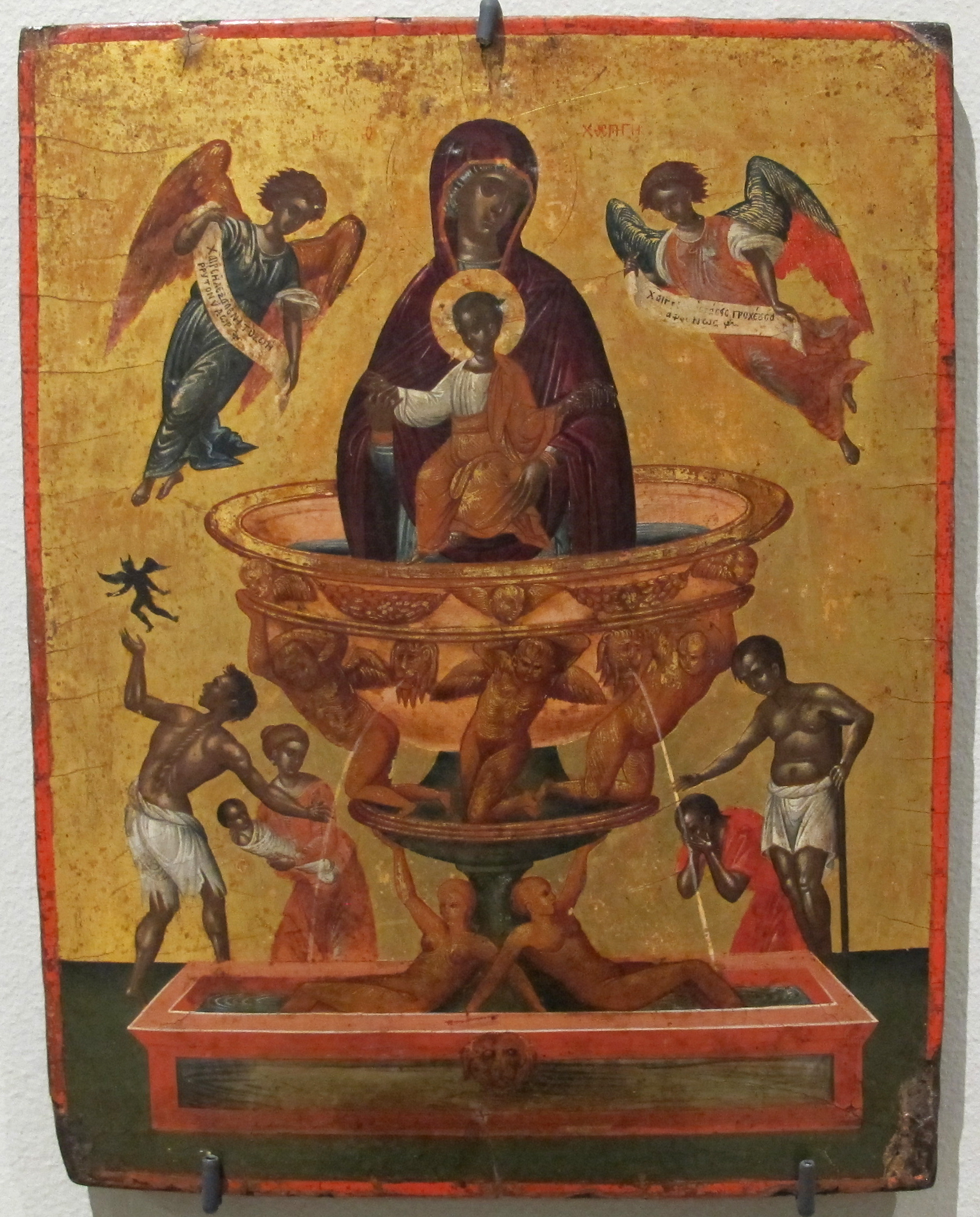
Maria der lebenspendenden Quelle Musée d’art et d’histoire in Genf, 16. Jahrhundert
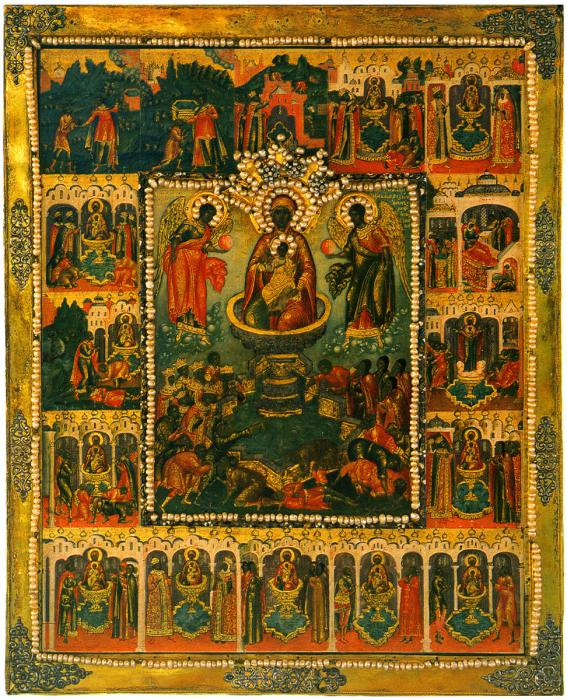
Simon Ushakow: Maria der lebenspendenden Quelle, umrahmt von 16 Wundern, 1670
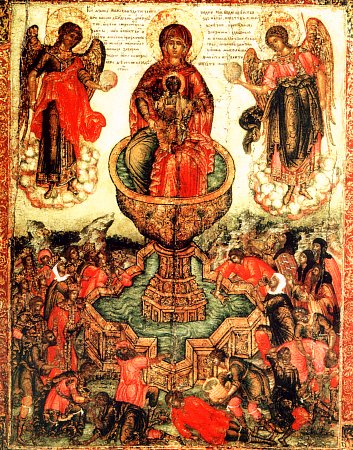
Mutter Gottes der lebenspendenden Quelle, russische Ikone, 17. Jahrhundert
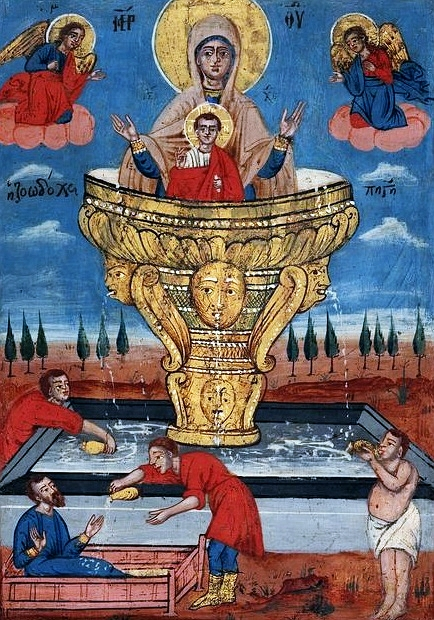
Mutter Gottes – Quelle des Lebens im Nationalmuseum Warschau, 18. Jahrhundert
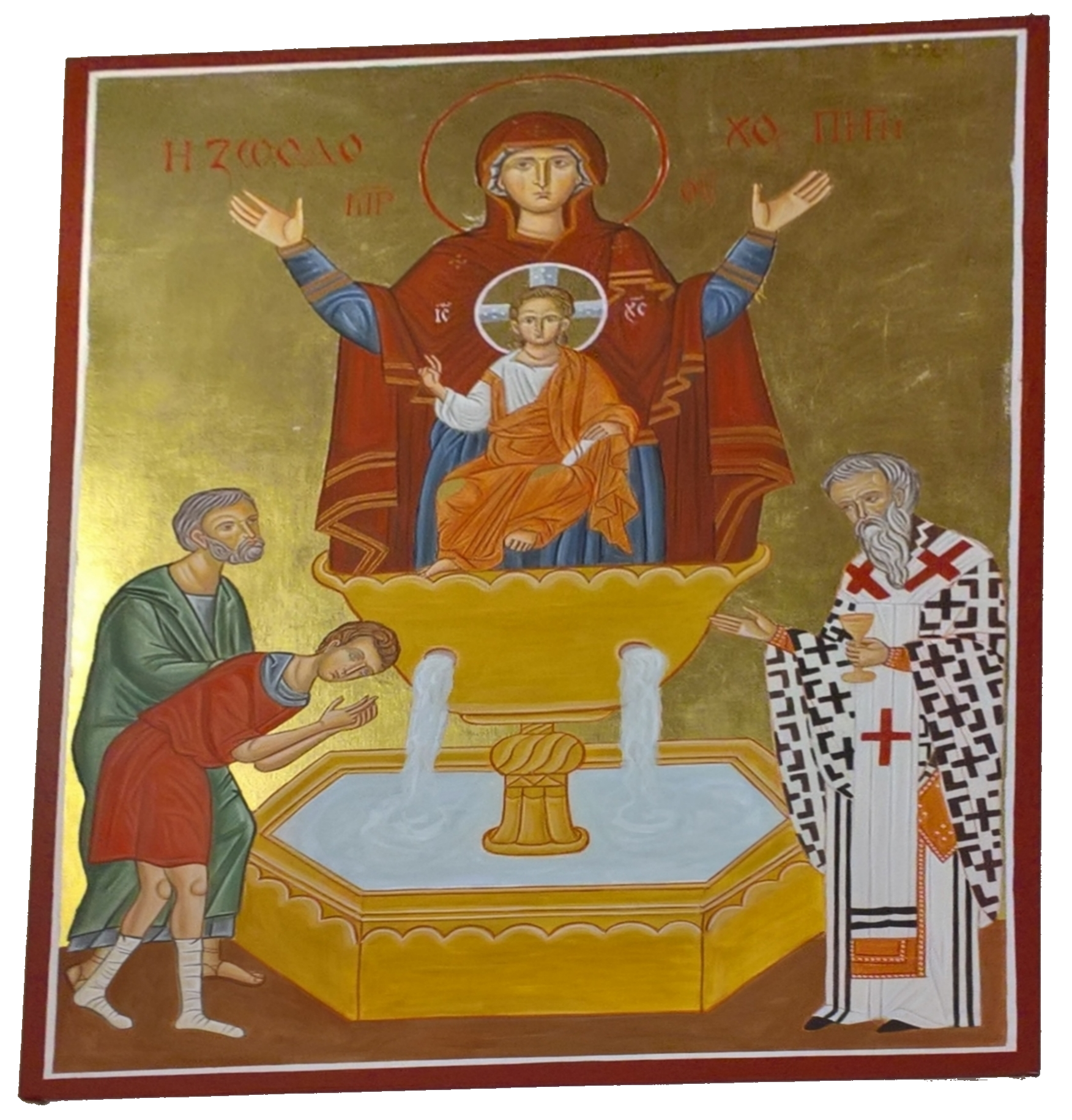
Maria der lebenspendenden Quelle in der griechisch-byzantinischen Chiesa Santissimo Salvatore in Cosenza, 20. Jahrhundert